# Parlamentswahl in Venezuela 2010
Die Parlamentswahlen in Venezuela 2010 fanden am 26. September 2010 statt. Sie wurden von der staatlichen Wahlbehörde CNE überwacht. Es wurden 165 Sitze in der venezolanischen Nationalversammlung verteilt, 113 Direktmandate, davon drei für die indigene Bevölkerung, und 52 Listenmandate.

## Im Vorfeld

### Wahlziele
Das erklärte Ziel der Vereinigten Sozialistischen Partei Venezuelas (PSUV) war die Verteidigung der Zweidrittelmehrheit, die sie bei der letzten Wahl 2005 wegen eines Boykotts der Wahl durch die Opposition errungen hatte. Ein großer Teil der Opposition trat diesmal in einem Bündnis („Tisch der demokratischen Einheit“) an, das sowohl linke als auch traditionelle rechte Parteien vereinigt. Ziel des Bündnisses war mehr als ein Drittel der Stimmen zu erreichen, um wichtige Gesetze (für die eine Zweidrittelmehrheit nötig ist) und Verfassungsänderungen (hierfür ist eine Drei-Fünftel-Mehrheit nötig) verhindern zu können. Zusätzlich ist für die Besetzung der Verfassungsrichter und der Mitglieder der Wahlkommission eine Zweidrittelmehrheit Pflicht.

### Wahlkampf
Den Wahlkampf dominierten die Themen Inflation und Kriminalität. Auch die Stromabschaltungen im Sommer 2010, die durch eine Trockenperiode ausgelöst wurden, wurden thematisiert. Außerdem wurde die Wahl als wichtiger Stimmungstest für die Präsidentschaftswahl in Venezuela 2012 gesehen.

### Neuordnung der Wahlkreise
Vor den Wahlen wurden durch geschicktes, nach Meinung von Experten verfassungswidriges, Gerrymandering die Wahlkreise neu geordnet. Bevölkerungsarme, ländliche Regionen, die traditionell eher pro-Chávez  wählen, hatten nun ein relativ höheres Stimmgewicht, als bevölkerungsreich städtische Regionen, wo oppositionelle Parteien größeren Zuspruch finden.

## Die Wahl
Zur Wahl aufgerufen waren 17,5 Millionen Venezolaner. Einige Wahlbüros mussten später schließen. Deshalb konnten die ersten Wahlergebnisse erst mit Verspätung verlautbart werden. Die Opposition legte dagegen Protest ein.

## Ergebnisse
Die PSUV verlor ihre Zweidrittelmehrheit, blieb aber mit 97 Sitzen die größte Partei mit einer absoluten Mehrheit. Patria Para Todos erhielt zwei Sitze. Die Wahlbeteiligung lag bei 66,45 Prozent.
Mehrere der Abgeordneten der PSUV waren Militärs, die an den Putschversuchen von 1992 beteiligt waren bzw. Guerrilleros. Mehrere Nichtregierungsorganisationen haben kritisiert, dass Róger Cordero Lara, ein Militär, der am Cantaura-Massaker am 4. Oktober 1982 beteiligt war, kandidieren und als Abgeordneter für den Bundesstaat Guárico gewählt werden durfte.
- PSUV, PCV: 98
- MUD: 65
- PPT: 2

| Partei                              | Stimmen        | Stimmenanteil | Sitze |
| ----------------------------------- | -------------- | ------------- | ----- |
| PSUV & PCV                          | 5,42 Millionen | 48,13 %       | 98    |
| Mesa de la Unidad Democrática (MUD) | 5,32 Millionen | 47,22 %       | 65    |
| Patria Para Todos (PPT)             | 0,35 Millionen | 3,14 %        | 2     |
| Gesamt                              | 11,6 Millionen |               | 165   |

Quelle: 
Patria Para Todos hat 2011 erklärt, sie werde mit der Mesa de la Unidad zusammenarbeiten.